# Calliandra erythrocephala
Calliandra erythrocephala är en ärtväxtart som beskrevs av Héctor Manuel Hernández och Mario Sousa. Calliandra erythrocephala ingår i släktet Calliandra och familjen ärtväxter. Inga underarter finns listade i Catalogue of Life.